# Alexandre de Wurtemberg (1771-1833)
Pour les articles homonymes, voir Alexandre de Wurtemberg (homonymie).
Alexandre de Wurtemberg, né le 24 avril 1771 à Montbéliard et mort le 4 juillet 1833 à Gotha, est un général de cavalerie russe, et occupe le poste de gouverneur de Biélorussie. Il est le septième fils du duc Frédéric-Eugène de Wurtemberg et de la princesse Frédérique-Dorothée de Brandebourg-Schwedt, et l'auteur de la lignée ducale de Wurtemberg, encore représentée de nos jours par le duc Wilhelm de Wurtemberg, prétendant au trône de Wurtemberg depuis 2022.

## Biographie

### Famille
Le duc Alexandre de Wurtemberg, né le 24 avril 1771 à Montbéliard est le septième fils et le onzième des douze enfants du duc Frédéric-Eugène de Wurtemberg (1732-1797) et de la princesse Frédérique-Dorothée de Brandebourg-Schwedt (1736-1798,. Parmi ses frères, quatre d'entre eux fondent chacun une branche de la famille de Wurtemberg : Frédéric Ier (1754-1816), roi de Wurtemberg en 1806, Louis-Frédéric de Wurtemberg (1756-1817), auteur de la branche des ducs de Teck, Eugène-Frédéric de Wurtemberg (1758-1822), fondateur de la troisième branche ou première lignée ducale et Guillaume de Wurtemberg (1761-1830), auteur de la branche des ducs d'Urach.

### Carrière militaire
Alexandre de Wurtemberg entre dans l'armée du Wurtemberg, et devient colonel en 1791, rejoignant ensuite l'armée d'Autriche comme général en 1796 et menant la guerre contre la France de 1794-1799. Il passe ensuite au service de la Russie le 7 mai 1800 comme général et chef du régiment Kirkaski de Riga.
Le 3 avril 1811 il est nommé gouverneur militaire de Biélorussie. Durant la Cinquième Coalition il est versé dans la première armée de l'Ouest ; il conduit le siège de Dantzig (1813) et prend le général Jean Rapp en captivité.

### Mariage et postérité

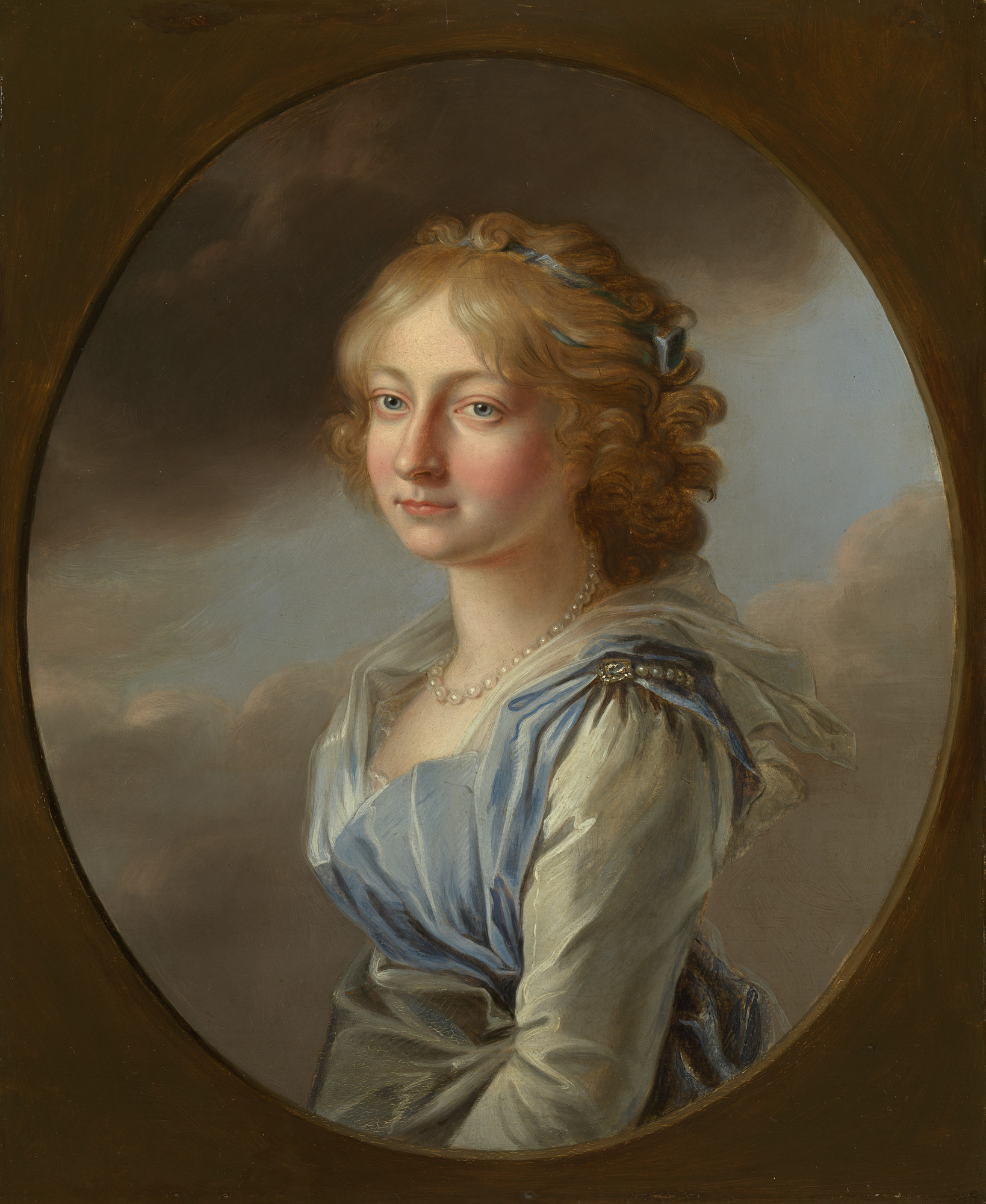
Antoinette de Saxe-Cobourg-Saalfeld vers 1795.

Le duc Alexandre de Wurtemberg épouse à Cobourg, le 17 novembre 1798 Antoinette de Saxe-Cobourg-Saalfeld (1779-1824), fille du duc régnant François de Saxe-Cobourg-Saalfeld et de la princesse Augusta Reuss d'Ebersdorf, dont la famille occupe les trônes d'Europe depuis le XIXe siècle.
Entre autres, Antoinette est la sœur aînée de Léopold de Saxe-Cobourg-Gotha (1790-1865), qui, peu avant le mariage de sa sœur a épousé Charlotte princesse de Galles et s'attend à devenir prince-consort du Royaume-Uni. En fait, il sera le premier roi des Belges. Leur sœur Victoria sera la mère de la reine Victoria. Leurs neveux et nièces monteront sur les trônes du Royaume-Uni et des Indes, de Portugal, de Bulgarie, du Mexique quand d'autres membres de leur maison s'allieront à la Maison d'Orléans, à la Maison de Habsbourg-Lorraine, aux Hohenzollern et aux Romanov.
Cinq enfants sont nés de l'union du duc Alexandre et de la princesse Antoinette, :
- Marie de Wurtemberg (née à Cobourg le 17 septembre 1799 et morte à Gotha le 24 septembre 1860), en 1832 elle épouse son oncle Ernest Ier de Saxe-Cobourg-Gotha (1784-1844), sans postérité ;
- Paul de Wurtemberg (né à Bayreuth le 24 octobre 1800 et mort à Riga le 7 septembre 1802) ;
- Alexandre de Wurtemberg (né à Riga le 20 décembre 1804 et mort à Bayreuth le 28 octobre 1881), il perpétue la cinquième branche, dite « lignée ducale » de la maison de Wurtemberg, il épouse en 1837 Marie d'Orléans (1813-1839) fille du roi des Français Louis-Philippe Ier et de la reine Marie-Amélie de Bourbon-Sicile, d'où un fils :
  - Philippe de Wurtemberg (1838-1917), qui perpétue la lignée ducale de sa maison jusqu'à nos jours ;
- Ernest de Wurtemberg (né à Riga le 11 août 1807 et mort à Cobourg le 26 octobre 1868), en 1860, il épouse morganatiquement Nathalie Eschborn von Grünhof (1829-1905), dont une fille :
  - Alexandra Nathalie Ernestine von Grünhof (née à Wiesbaden le 10 août 1861 et morte à Hohenlübbichow, près Zehden, le 13 avril 1933), elle épouse en 1883 Robert von Keudell (1824-1903), dont postérité ;
- Frédéric Guillaume Ferdinand de Wurtemberg (né à Saint-Pétersbourg le 29 avril 1810 et mort au même lieu le  25 avril 1815).

## Succession
Alexandre et Antoinette de Wurtemberg sont les fondateurs de la cinquième branche (dite lignée ducale) de la Maison de Wurtemberg. À l'extinction de la branche aînée, à la mort du roi Guillaume II de Wurtemberg en 1921, la lignée ducale devint la nouvelle branche dynaste de la Maison de Wurtemberg.
Alexandre de Wurtemberg est l'ascendant direct de l'actuel (depuis 2022) prétendant au trône de Wurtemberg, Wilhelm de Wurtemberg, né en 1994.
Néanmoins, de 1921 à son extinction en ligne mâle en 1981, la nouvelle branche aînée fut la branche morganatique des ducs de Teck, puis la branche morganatique des ducs d'Urach : actuellement, l'aîné de la maison de Wurtemberg est Charles-Anselme, duc d'Urach, né en 1955.

## Honneurs
Alexandre de Wurtemberg est :

### Ordres du Wurtemberg
- Grand-croix de l'ordre de l'Aigle d'or ;
- Commandeur de l'ordre du Mérite militaire (Wurtemberg) (1799).

### Ordres de l'Empire russe
- Chevalier avec diamants de l'ordre de Saint-André (1798) ;
- Chevalier de l'ordre de Saint-Alexandre Nevski (1798) ;
- Chevalier 1re classe de l'ordre de Sainte-Anne (1798) ;
- Chevalier de 2e classe de l'ordre impérial et militaire de Saint-Georges (1813) ;
- Chevalier 1re classe de l'ordre de Saint-Vladimir (1813).

### Ordres du Royaume de Prusse
- Chevalier de l'ordre de l'Aigle noir (1814) ;
- Chevalier de 2e classe de l'ordre de l'Aigle rouge.

### Autres ordres
- Commandeur de l'ordre militaire de Maximilien-Joseph de Bavière ;
- Bailli Grand-croix d'honneur et de dévotion de l'ordre souverain de Malte.

## Ascendance
|  |                                               |  |  |  |  |  |  |  |  |  |  |  |  |
|  | 8. Frédéric-Charles de Wurtemberg-Winnental   |  |  |  |  |  |  |  |  |  |  |  |  |
|  |                                               |  |  |  |  |  |  |  |  |  |  |  |  |
|  |                                               |  |  |  |  |  |  |  |  |  |  |  |  |
|  | 4. Charles-Alexandre de Wurtemberg            |  |  |  |  |  |  |  |  |  |  |  |  |
|  |                                               |  |  |  |  |  |  |  |  |  |  |  |  |
|  |                                               |  |  |  |  |  |  |  |  |  |  |  |  |
|  | 9. Éléonore-Julienne de Brandebourg-Ansbach   |  |  |  |  |  |  |  |  |  |  |  |  |
|  |                                               |  |  |  |  |  |  |  |  |  |  |  |  |
|  |                                               |  |  |  |  |  |  |  |  |  |  |  |  |
|  | 2. Frédéric-Eugène de Wurtemberg              |  |  |  |  |  |  |  |  |  |  |  |  |
|  |                                               |  |  |  |  |  |  |  |  |  |  |  |  |
|  |                                               |  |  |  |  |  |  |  |  |  |  |  |  |
|  | 10. Anselme François de Tour et Taxis         |  |  |  |  |  |  |  |  |  |  |  |  |
|  |                                               |  |  |  |  |  |  |  |  |  |  |  |  |
|  |                                               |  |  |  |  |  |  |  |  |  |  |  |  |
|  | 5. Marie-Auguste de Tour et Taxis             |  |  |  |  |  |  |  |  |  |  |  |  |
|  |                                               |  |  |  |  |  |  |  |  |  |  |  |  |
|  |                                               |  |  |  |  |  |  |  |  |  |  |  |  |
|  | 11. Marie Louise de Lobkowicz                 |  |  |  |  |  |  |  |  |  |  |  |  |
|  |                                               |  |  |  |  |  |  |  |  |  |  |  |  |
|  |                                               |  |  |  |  |  |  |  |  |  |  |  |  |
|  | 1. Alexandre de Wurtemberg                    |  |  |  |  |  |  |  |  |  |  |  |  |
|  |                                               |  |  |  |  |  |  |  |  |  |  |  |  |
|  |                                               |  |  |  |  |  |  |  |  |  |  |  |  |
|  | 12. Philippe-Guillaume de Brandebourg-Schwedt |  |  |  |  |  |  |  |  |  |  |  |  |
|  |                                               |  |  |  |  |  |  |  |  |  |  |  |  |
|  |                                               |  |  |  |  |  |  |  |  |  |  |  |  |
|  | 6. Frédéric-Guillaume de Brandebourg-Schwedt  |  |  |  |  |  |  |  |  |  |  |  |  |
|  |                                               |  |  |  |  |  |  |  |  |  |  |  |  |
|  |                                               |  |  |  |  |  |  |  |  |  |  |  |  |
|  | 13. Jeanne-Charlotte d'Anhalt-Dessau          |  |  |  |  |  |  |  |  |  |  |  |  |
|  |                                               |  |  |  |  |  |  |  |  |  |  |  |  |
|  |                                               |  |  |  |  |  |  |  |  |  |  |  |  |
|  | 3. Frédérique-Dorothée de Brandebourg-Schwedt |  |  |  |  |  |  |  |  |  |  |  |  |
|  |                                               |  |  |  |  |  |  |  |  |  |  |  |  |
|  |                                               |  |  |  |  |  |  |  |  |  |  |  |  |
|  | 14. Frédéric-Guillaume Ier de Prusse          |  |  |  |  |  |  |  |  |  |  |  |  |
|  |                                               |  |  |  |  |  |  |  |  |  |  |  |  |
|  |                                               |  |  |  |  |  |  |  |  |  |  |  |  |
|  | 7. Sophie-Dorothée de Prusse                  |  |  |  |  |  |  |  |  |  |  |  |  |
|  |                                               |  |  |  |  |  |  |  |  |  |  |  |  |
|  |                                               |  |  |  |  |  |  |  |  |  |  |  |  |
|  | 15. Sophie-Dorothée de Hanovre                |  |  |  |  |  |  |  |  |  |  |  |  |
|  |                                               |  |  |  |  |  |  |  |  |  |  |  |  |
|  |                                               |  |  |  |  |  |  |  |  |  |  |  |  |